# Adolf Dassler
Adolf " Adi " Dassler (3. november 1900 - 6. december 1978) var en tysk skomager, opfinder og iværksætter, der grundlagde det tyske sportstøjsfirma Adidas. Han var også den yngre bror til Rudolf Dassler, grundlægger af Puma. Dassler var en innovatør inden for design af atletisk sko og en af de tidlige producenter, der fik reklame fra atleter til at drive salg af hans produkter. Som et resultat af hans koncepter byggede Adi Dassler den største producent af sportsbeklædning og udstyr. Da han døde havde Adidas 17 fabrikker og et årligt salg på en milliard mark.

## Liv

### Tidligt liv og familie
Adolf Dassler blev født i den frankiske by Herzogenaurach, en lille by omkring 20 km uden for Nürnberg, den 3. november 1900,som den tredje søn og yngste af fire børn af Christoph og Pauline Dassler. Hans søskende var Fritz (født 1892), Marie (født 1894) og Rudolf (født 1898). Christoph havde været den sidste i en række af Dassler-vævere og farvere. Med sammenbruddet i den lokale tekstilindustri på grund af konkurrence fra industriproducenter forlod Christoph sine forfædres handel, begyndte han at lære de komplicerede syningskompetencer, der var nødvendige for at blive en skomager og fik beskæftigelse på en lokal fabrik og til sidst specialiserede sig i at fremstille filt-hjemmesko. (Mange andre i Herzogenaurach havde henvendt sig til skomageriet på samme tid. I 1922 havde byen hele 112 skomagere ud af en befolkning på 3.500. ) Pauline startede et vaskeri på bagsiden af huset, hvor datteren Marie også arbejdede, og de tre drenge blev brugt til at levere ren tøj i hele byen, hvor de blev kendt som "vaskeridrengene".
I 1913 afsluttede Adi sin formelle uddannelse og blev lærling i en bager. Adi var helt uinteresseret i at blive bager og tilbragte meget af sin fritid i atletiske bestræbelser. Med sin barndomsven, Fritz Zehlein, søn af en lokal smed der var engageret i en række sportsbegivenheder i atletik, samt fodbold, boksning, ishockey, skiløb og skihop. Adi skabte ofte sit eget udstyr såsom spyd fra pinde og diskus fra sten. Kort efter august 1914 blev Adis brødre hvervet af den tyske hær. Adi afsluttede sin læreplads, men besluttede sig for ikke at blive bager. I stedet begyndte han at lære syning af sin far. Han begyndte også at sætte sig ind i, hvordan ændringer i skodesign kunne forbedre atletiske præstationer. Han begyndte at konkludere, at specialiserede sko til hver sport kunne give betydelige resultater. Det var en idé, der skulle vejlede hans senere karriere og dybt påvirke sporten og forretningen omkring den.
Inden hans 18-års fødselsdag blev Adi hvervet i juni 1918 i krigens sidste dage. Han forblev i hæren i over et år indtil oktober 1919. Da Adi vendte tilbage, fandt han, at den økonomiske ødelæggelse af krigen fik deres mor til at opgive vaskeri-forretningen. Adi besluttede at forfølge sine koncepter om innovativt atletisk fodtøjsdesign og bruge vaskeriet til at starte en lille skoproduktionsvirksomhed.

### Begyndelsen af Gebrüder Dassler Schuhfabrik
Adi ernærede sig selv, mens han forsøgte at starte sin virksomhed, ved at reparere sko i byen. Han så realiteterne i Tyskland efterkrigstiden, hvor der ikke var nogen pålidelig forsyning med materiale til produktion eller kredit til at skaffe fabriksudstyr eller forsyninger, i øjnene og begyndte med at rense hærrester i det krigshærgede landskab: Hærhjelme og brødposer leverede læder til såler; faldskærme kunne levere silke til hjemmesko. Dassler blev ganske dygtig til at tilpasse de disponible enheder til at hjælpe med at mekanisere produktionen i fravær af elektricitet. Ved hjælp af bælter rigede han for eksempel en læderfræsemaskine til en monteret, stationær cykel drevet af firmaets første medarbejder. Virksomheden blev drevet af Adis vision om specialiserede sportsdesign. Han producerede en af de tidligste spidsede sko med pigge smedet af smeden i familien til sin ven Fritz Zehlein. Han eksperimenterede konstant med forskellige materialer (såsom hajskind og kængurulæder) for at skabe stærke, men lette sko. Flere år senere fortalte hans enke, Kathe Dessler: "At udvikle sko var hans hobby, ikke hans job. Han gjorde det meget videnskabeligt."
Efter krigen havde broderen Rudolf bestemt sig for at blive politimand. Men efter at han havde afsluttet sin træning, trådte han ind i Adis firma den 1. juli 1923  De slog sig sammen, og med støtte fra Zehlein-smeden, der producerede pigge, kunne Adi registrere Gebrüder Dassler, Sportschuhfabrik, Herzogenaurach (Dassler-brødrenes Sportsskofabrik, Herzogenaurach) den 1. juli 1924.I 1925 lavede Dasslers læder Fußballschuhe (fodboldstøvler) med neglebolte og banesko med håndsmedede pigge.
To faktorer banede vejen for omdannelsen af virksomheden fra en lille regional fabrik til den internationale skodistributør, den ville blive. Først blev der vist interesse fra den tidligere olympiske og derefter træner for det tyske olympiske atletikhold Josef Waitzer. Da han lærte om fabrikken og Adis eksperimenter, rejste Waitzer fra München til Herzogenaurach for at se det selv. Et langt venskab udviklede sig mellem de to, baseret på interesse for at forbedre atletisk præstation med forbedret fodtøj, og Waitzer blev noget af en konsulent for virksomheden. Forholdet ville vise sig at være yderst værdifuldt ved at give Adi adgang til atleterne (tyske og udenlandske) ved OL i Berlin i 1936. Allerede i Amsterdam-legene i 1928 blev Dasslers fodtøj imidlertid brugt i internationale konkurrencer. Lina Radke, for eksempel, den tyske mellemdistanceløber, der vandt guld i 1928, havde Dassler banesko  På samme måde bar en tysk guldmedaljeøber Dassler-sko i Los Angeles-legene i 1932. Den anden nøglefaktor for skofirmaet i begyndelsen af 1930'erne var den rolle, sporten spillede i Hitlers racenationalistiske filosofi. Med fremkomsten af det nazistiske parti blev atletisk teamwork prioriteret. Dassler-brødrene kunne sagtens se, hvordan deres økonomiske interesse ville drage fordel af politik; alle tre Dassler-brødre tiltrådte nazi-partiet den 1. maj 1933 - tre måneder efter, at Hitler blev udnævnt til kansler. Rudolf siges at være den mest ivrige troende af de tre. Men det var Adi, der besluttede, at det at blive træner og leverandør til klubberne i Hitlerjugend var afgørende for at udvide produktionen, og han tiltrådte i 1935. Både Adi og Rudolf var medlemmer af det nationalsocialistiske motorkorps, og i deres korrespondance brugte begge den supplerende lukning, "Heil Hitler." 
I de tidlige 1930'ere tilmeldte Adi Dassler sig til Schuhfachschule (Fodtøjets tekniske kollegium) i Pirmasens. En af instruktørerne var Franz Martz, en mesterproducent af varer. Dassler blev en hyppig gæst hos Martz, der godkendt Dasslers opmærksomhed mod sin femten år gamle datter, Käthe Martz. Den 17. marts 1934 giftede de to sig. I modsætning til Rudolfs kone Friedl (født Strasser), var Käthe mere selvherskende og mistænksom overfor franskernes mægtige måder. Hun ville have hyppige skænderier med Adis forældre, og Rudolf og hans kone, som alle boede i samme hus. Flere år senere, i et brev til Pumas amerikanske distributør, forklarede Rudolf splittet fra sin bror som udelukkende Käthes skyld, som han hævdede "forsøgte at blande sig i forretningsforhold..."; han hævdede, at brødrenes forhold var "ideelle" indtil 1933. Käthe fødte deres søn, Horst, i marts 1936, deres første datter, Inge, i juni 1938 og deres anden datter, Karin, i 1941. Brigit i maj 1946  og Sigrid i 1953 blev født efter krigen.
Dassler så OL i Berlin i 1936 som det vigtigste springbræt for international eksponering. Selvom hans forhold til Waitzer sikrede, at de fleste tyske atleter skulle bære Dassler-fodtøj, havde Dassler en anden atlet hovedsageligt i tankerne - Jesse Owens, den amerikanske atletikstjerne. Dassler fandt vej til at møde Owens og tilbød ordløst sine sko til den amerikanske stjerne. Owens accepterede gestussen og bar de karakteristiske sko (med to læderbånd på siderne og mørke pigge), da han besejrede Lutz Long i længdespringet , og knuste sin egen rekord i processen, i sine to individuelle guldvindende præstationer på banen og som medlem af USA's guldmedalje-forstyrrelse af det tyske stafeteam.
Dasslers aftale med Owens viste sig afgørende for firmaets succes. Ikke kun gjorde det øjeblikkeligt, at virksomheden blev en international aktør inden for sportsbeklædningsområdet, hvorved salget toppede, men det bogstaveligt talt senere redningen for firmaet. Da amerikanske tropper opdagede, at Dassler-fabrikken var hvor skoene til Owens olympiske sejre blev lavet, besluttede de at lade værkerne forblive stående, og faktisk blev mange af tropperne gode kunder senere hen. Store ordrer på basketball, baseball og hockey fodtøj gav Dasslers "det første løft på vejen mod at blive en verdensomspændende succeshistorie."
Da krigen begyndte, sluttede Dasslers evne til at drage fordel af nazistens entusiasme for sport, da Det tredje rige blev en total krigsmaskine. Dassler-firmaet fik lov til at operere, men dets produktion blev kraftigt begrænset. Den 7. august 1940 modtog Adi meddelelse om sin værnepligt til Wehrmacht. Selvom han i december rapporterede at han ville begynde at uddanne sig som radiotekniker, blev han fritaget for tjeneste den 28. februar 1941 på grund af, at hans tjenester var vigtige i Gebrüder Dassler. Rudolf, der allerede havde tjent fire år under den store krig, blev hvervet i januar 1943.
I de første år af krigen blev firmaet delvist konverteret til en fabrik til produktion af militært materiale. Ikke desto mindre blev personalet reduceret, og udbuddet var svært at komme med. Men det fortsatte med at fremstille Waitzer-sko, selvom nogle af dens fodboldlinier blev kendt som "Kampf" og "Blitz." I oktober 1942 blev arbejdsmanglen så alvorlig, at Adi Dassler selv formelt anmodede om anvendelse af fem sovjetiske krigsfanger til at bemande sin produktionslinje.
Krigsforhold forværrede den simmende konflikt mellem Rudolf og Adis familier. Huset, som Christoph, Pauline, sønnerne Rudolf og Adi og deres hustruer og fem børnebørn boede i, syntes at være kvælende og tvunget familieforening på arbejde blev yderligere kompliceret af søster Maries ansættelse der. Rudolf, der var vred over, at hans yngre bror var fast besluttet på at være leder af Dassler-firmaet, og derfor frigivet fra Wehrmacht, begyndte at hævde sig blandt familiemedlemmer. Han brugte denne antagede autoritet til at nægte ansættelse af to af Maries sønner og hævdede, at "der var nok familieproblemer i virksomheden." Afgørelsen ødelagde hans søster, da de, der ikke var ansat i tilladte industrier, næsten garanterede at blive hvervet, da hærens arbejdskraftbehov var enormt stort.  Maries sønner blev faktisk til sidst hvervet, og de vendte aldrig tilbage fra krigen. Fritz Dassler, som ikke talte med Adi, tog en lignende beslutning om at afskedige en teenage-syerske, der arbejdede for sin lederhosen-blevet-til-hær-bukse-producent, men som tidligere havde arbejdet i fire år for Adi. Det lykkedes Adi at finde plads til hende på skofabrikken for at beskytte hende i resten af krigen.
Rudolfs raseri kogte over, da han igen blev hvervet i januar 1943 som en del af et samlet mobiliseringsprogram. Senere udtrykte han, til de amerikanske Puma-distributører, troen på, at han uretfærdigt blev tilbagehvervet for at få sin bror "frigivet til fabrikken" i 1942, og hævdede, at han for sin egen øjeblikkelige værnepligt  måtte "takke min bror og hans [nazistiske] parti venner ... " Rudolf, der blev stationeret i Tuschin i april 1943, skrev til sin bror: "Jeg vil ikke tøve med at søge lukningen af fabrikken, så du bliver tvunget til at blive hvervet, og få mulighed for at spille leder og, som en førsteklasses sportsmand, at bære en pistol." Seks måneder senere blev fabrikken faktisk lukket, men som en del af Det tredje riges Totaler Krieg - Kürzester Krieg-kampagne, hvoraf en del involverede konvertering af al industri til militær produktion. Rudolf var på orlov på tidspunktet for nedlukning og havde til hensigt at tage noget af læderbeholdningen til senere brug. Bedrøvet over at finde ud af, at Adi allerede havde gjort det, fordømte han sin bror til Kreisleitung (partiledere på amtniveau) ifølge Kathe, der behandlede hendes mand "på den mest nedslående måde."
I december 1943 blev Dassler-firmaets skofremstillingsmaskiner erstattet af punktsvejsemaskiner. Hæren besluttede, at Dassler-anlægget derefter skulle lave Panzerschreck, et skulderfyret rør, der blev kopieret efter stjålne amerikanske bazookaer. Ligesom den amerikanske prototype var våbnet designet til at være relativt let og kunne trænge igennem tankrustning. Stationær test antydede, at den kunne trænge ind i 230   mm, 15–75   mm dybere end den amerikanske bazooka. Hærens entreprenør var Schriker & Co., der ligger i det nærliggende Vach, som flyttede fabrikken til Herzogenaurach for at undgå allierede luftangreb. Dele blev transporteret med jernbane til Dassler-anlægget, hvor de blev svejset. Den enkle konstruktion af våben gjorde det muligt for entreprenøren hurtigt at træne tidligere syersker til at få øje på svejsepunkter og sprænge skjold på de medfølgende rør. Den mere komplicerede produktion af raketter fortsatte i Vach. Våbnene skulle distribueres til tankdestruerende løsrivelser, og i marts 1945 var 92.000 panzerschrecks i aktiv brug på fronterne af den hurtigt snævrende periferi af tysk territorium. Selvom våbnet var bemærkelsesværdigt effektivt og let produceret, kom det til rådighed for sent i krigen til at redde Riget.
Tilbage i Tuschin fortsatte Rudolf med at gøre noget ved sin beslutning om at fravriste fabrikken fra sin bror. Ved hjælp af kontakter på Luftwaffe forsøgte han at få produktionen af panzerschreck erstattet af regeringsordret produktion af hærstøvler under et patent, han personligt havde. Patentet viste sig at være mangelfuldt, og hans plan blev ikke til noget. Rudolf vendte sig ikke mod sin egen fulgtplan, da han ikke kunne få tilladelse til at forlade den polske forpost. Flere uger før 19. januar 1945, da sovjetterne overskred Tuschin (som derefter vendte tilbage til det oprindelige navn Łodz) og decimerede hans enhed, var Rudolf flygtet til Herzogenaurach, hvor en læge havde givet ham et certifikat for militær uarbejdsdygtighed på grund af en frosset fod). Den nu nedlagte enhed var blevet foldet ind i Schutzstaffel (SS). Kilderne til, hvad Rudolf gjorde mellem hans desertering i Tuschin og begravelsen af Rudolfs og Adis far den 4. april 1945, er blandt de omstridte poster i de amerikanske denazificeringspaneler. Dagen efter begravelsen blev han arresteret og ført til Bärenschanze-fængslet drevet af Gestapo i Nürnberg. Han blev der indtil den allierede befrielse i begyndelsen af maj.
Da amerikanske tropper nåede Herzogenaurach, stoppede kampvognene før Dassler-fabrikken og overvejede, om de skulle sprænge den. Käthe nærmede sig straks tropperne og argumenterede for, at anlægget simpelthen var en producent af sportssko. Tropperne skånede fabrikken og overtog familiens hus i processen. To uger efter befrielsen af Herzogenaurach vendte Rudolf tilbage. Da den amerikanske denazificeringsproces fortsatte, førte truslen om erstatningsansvar fra deres nazistid til en uforsonlig kløft mellem brødrene Rudolf og Adi, der hver især prøvede at redde sig selv.

### Denazifikationsproceduren og familien sprænger
Den 25. juli 1945, cirka to måneder efter ankomsten af amerikanske tropper, blev Rudolf arresteret af de amerikanske besættelsesmyndigheder, under mistanke om, at han arbejdede for Sicherheitsdienst (den hemmelige tjeneste for Reichsführer-SS, almindeligvis kendt som SD), der var engageret i kontraspionage og censur og blev sendt til en interneringslejr i Hammelburg. Rudolf begyndte at forberede et forsvar om at han ikke frivilligt hjalp Riget og under ingen omstændigheder deltog i SS- eller SD-aktiviteter. De amerikanske efterforskere opdagede snart hans tidlige nazistiske partimedlemskab og bevis for, at han meldte sig frivilligt til Wehrmacht i 1941. De vidste endda, at hans job var i Tuschin var at holde styr på "person- og smuglersager." Hans største problem var imidlertid at forklare sine aktiviteter, efter at han var blevet indkaldt til Nürnberg i marts af Gestapo. Rudolf fastholdt, at han blev indkaldt den 13. marts til en efterforskning af hans tidligere uautoriserede afgang fra Tuschin og gjorde intet andet end at rapportere dagligt til Gestapo, mens de undersøgte ham i over to uger. Han hævdede, at han slap den 20. marts. Rudolf brugte skriftlige erklæringer fra sin tidligere overordnede i Tuschin (der var i den samme lejr og påstås at være efterretningschef i regionen) og en chauffør, han stødte på, efter at han blev arresteret af Gestapo i april (som også var fængslet med Rudolf). Rudolf benyttede sig meget af sidstnævntes vidnesbyrd og angrede at han var blevet dømt af Gestapo til koncentrationslejren Dachau. Rudolf hævdede, at chaufføren undervejs blev beordret til at skyde alle fanger, ignorerede ordren, fortsatte mod Dachau, men blev stoppet af de fremstormende allierede tropper, som han frigav fangerne til, inklusive Rudolf. Den amerikanske efterforsker, der var ansvarlig for sagen, troede ikke på noget af dette vidnesbyrd, som han blot betragtede som dækning for de tre ulovlige aktiviteter. Han bemærkede, at både Rudolfs kone og hans bror Adi vidnede om, at Rudolf arbejdede for Gestapo. Undersøgelsen fortsatte i næsten et år. I løbet af tiden viste det sig, at det ikke var muligt at holde alle fangerne til en detaljeret undersøgelse af sagen, og myndighederne besluttede at løslade alle personer, der ikke blev betragtet som en sikkerhedstrussel. I overensstemmelse hermed blev Rudolf frigivet den 31. juli 1946.
Inden Rudolf blev frigivet, måtte Adi selv optræde for denazificeringspanelet. Resultatet blev annonceret den 13. juli 1946: Adi blev erklæret Belasteter, den anden mest alvorlige kategori af nazistiske lovovertrædere, der omfattede profittere, og risikerede en domfældelse på op til 10 års fængsel, men den øjeblikkelige trussel var at han ville blive fjernet fra virksomhedens ledelse. Hans tidlige medlemskab af Nazi-partiet og Hitlerjugend kunne der ikke sættes spørgsmålstegn ved. Men under appellen opsamlede han en portefølje af vidnesbyrd, der vidner om hans gode opførsel under krigen. Adis ærligste tilhænger var Herzogenaurachs borgmester, som de allierede styrker stolede på. En nærliggende borgmester, der var halvt jødisk, vidnede om, at Adi advarede ham om en potentiel Gestapo-arrestation og skjulte ham på sin egen ejendom. Et mangeårigt kommunistpartimedlem vidnede om, at Adi aldrig var involveret i politiske aktiviteter. Og Adi viste, at firmaet mistede 100.000 marks, og var langt fra at drage fordel af den tvungne våbenproduktion. På trods af Adis beviser frifandt udvalget ham ikke. I stedet klassificerede de ham som Minderbelasteter (mindre lovovertræder), en kategori af mindre skyldighed, hvilket resulterede i prøvetid på to til tre år med forskellige betingelser men krævede stadig, at Adi ikke styrede Dassler-sko. Adi hyrede en advokat til at appellere beslutningen; Rudolf, der netop var blevet løsladt, så dette som sin mulighed for at få kontrollen over virksomheden fra Adi.
I løbet af appelsagen indsatte Rudolf Dassler erklæringer, der hævdede, at Adi Dassler havde organiseret produktionen af våben selv og for sin egen fortjeneste, og at Rudolf ville have modstået ændringen i produktionen, hvis han var til stede. Han hævdede også, at hans bror fejlagtigt havde fordømt ham, og at Adi havde holdt politiske indlæg til ansatte på anlægget. Blandt andre beviser, der blev fremlagt af Adis advokat, var en stærk benægtelse af alle Rudolfs påstande fra Käthe. Den 11. november 1946 ændrede Spruchkammer Höchstadt, der sad i Herzogenaurach, Adis status til Mitläufer (efterfølger) og frigav ham for de fleste af hans civile handicap,  men krævede stadig noget tilsyn. Den 3. februar 1947 blev ejerskabet returneret, og han blev formelt givet tilladelse til at genoptage ledelsen af firmaet.
Rudolfs tro på, at Adi havde fordømt ham og hans opførsel under sin brors appel, gjorde yderligere forbindelser mellem dem umulige. Faktisk delte det uopretteligt familien. Mor Paulina tog Rudolfs og Friedls side, som plejede hende resten af sit liv. Deres søster Marie, der aldrig tilgav Rudolf for døden af hendes sønner, holdt sammen med Adi og Käthe. Rudolf, hans kone og to børn forlod familiens hjem og flyttede hen over floden, hvor han ville overtage Dasslers firmaets anden fabrik. I deres adskillelse beholdt Adi den første fabrik og familievillaen. Med hensyn til resten af firmaets aktiver delte de to dem én for én. Da brødrene havde delt deres forretninger mellem sig, talte de aldrig igen.

### Grundlæggelsen af Adidas
Efter krigen befandt Dassler-firmaet sig med nogle af de samme problemer, som det stod overfor i starten. En verdenskrig havde nedbragt den tyske økonomi, og forsyningerne til skofabrikken var svære at få fat i. Derudover måtte virksomheden konvertere tilbage fra våben til skoproduktion. Denne gang var de amerikanske besættelsesmyndigheder imidlertid interesserede i at genoplive økonomisk aktivitet, så de gav virksomheden aktiv opmuntring. Amerikanske officerer havde kommanderet Dassler-huset til deres ophold den 16. april 1945, og dermed havde Adi tæt kontakt med embedsmænd, der gav ham adgang til unødvendigt krigsmateriale til produktion. Indtil en kilde af læder blev tilgængelig, brugte Adi gummien fra brændstoftanke og flåder og lærred fra telte til at fremstille sko. Adi var således i stand til at fremstille sko, spare til i månederne i 1946, hvor han under klassificeringen af Belasteter var i stand til at styre virksomheden (fra juli 1946 til februar 1947 under opsyn af en administrator) indtil adskillelsen fra sin bror i 1948.
Under forhandlingerne om at adskille firmaet lod Rudolf og Adi medarbejderne bestemme hvilket firma de ville arbejde for. Fordi Rudolf hovedsageligt havde beskæftiget sig med salg og administration, valgte de fleste af sælgerne at slutte sig til Rudolf på Würtzburger Strasse-fabrikken. Resten, inklusive næsten alle teknikere og dem, der var involveret i produktudvikling og produktion, forblev hos Adi. Adi endte således med næsten to tredjedele af de ansatte. For delvist at udfylde det tomrum, der blev efterladt ved afgang af det administrative personale, tiltrådte Käthe og hendes søster Marianne Martz i firmaet og arbejdede i forskellige stillinger.
I mellemtiden var Adi optaget af at designe et markant udseende for sine sko, i det mindste delvist, så det var muligt at vise, hvilke atleter, der brugte hans fodtøj. Han fandt på ideen om at farve stropperne, der blev brugt til forstærkning på skoens sider, en anden farve end skoene selv. Han eksperimenterede med forskellige antal stropper og besluttede til sidst tre. De "tre striber" blev et markant kendetegn for Adidas-sko. I marts 1949 registrerede Dassler logoet med tre striber som selskabets varemærke. Hvad angår selskabets navn, var planen at bruge en sammentrækning af Adis kaldenavn og efternavn, men "Addas" blev afvist med den begrundelse, at det blev brugt af en børnesko-producent. I sin selskabsregistrering fra 18. august 1949, tilføjede Adi følgelig et håndskrevet "i" mellem Ad- og -Das for at opretholde sammentrækningen ( Adi Das sler). Som et resultat blev virksomheden kendt som Adolf Dassler adidas Schuhfabrik.

### Adidas gennembrud: Den moderne fodboldsko
Som Dasslers tiltrådte Sepp Herberger nazistpartiet i 1933.   I 1936 efter Tysklands ydmygende kvartfinale nederlag til Norge under Sommer-OL i Berlin, udpegede de nazistiske sportsmyndigheder ham til at træne det nationale fodboldhold. Herberger startede en forening med Dassler-firmaet, der blev dyrket af Rudolf Dassler. Efter sammenbruddet gik Herberger sammen med Puma-firmaet, indtil Rudolf igen mente, at hans autoritet blev udfordret og fornærmede ham. Herberger skiftede herefter sin troskab til Adidas. Tvistens karakter er ukendt; nogle mente, at det involverede de betalinger der skyldtes, hvis det tyske hold havde brugt Puma-sko.
På mange måder passede det bedre med Adi, der var stille, villig til at lære fodboldspillerens behov og mere innovativ end sin bror. Herbergers ønske om at gøre Tyskland til en dominerende styrke i international fodbold foregik forud for krigen. Han lærte om 18 år gamle Fritz Walter i 1938 og begyndte at gøre ham klar holdet. Da krigen kom, var Herberger i stand til at holde Walter ude af hæren. Efter krigen blev Herberger betragtet som en Mitlaufer, og de tyskerne fortsatte med ham som træner for landsholdet. Adi blev snart en regelmæssig del af landsholdet, der sad ved siden af Herberger og justerede spillernes sko under spillet.
Vesttyskland var ikke berettiget til deltagelse i verdensmesterskabet i 1950, og derfor blev alle forberedelser foretaget med henblik på 1954-kampene i Bern, Schweiz. På det tidspunkt var Adidas-fodboldstøvler betydeligt lettere end dem, der blev lavet før krigen, baseret på engelsk design. Til verdensmesterskabet havde Adi et hemmeligt våben, som han afslørede, da Vesttyskland vandt finalen mod det overvældende begunstigede ungarske hold, som var ubesejret siden maj 1950 og havde besejret Vesttyskland i 8-3 i gruppespillet. På trods af dette nederlag kom Vesttyskland til knockout-runderne ved to gange at besejre Tyrkiet let. Holdet besejrede Jugoslavien og Østrig for at nå finalen, hvor håbet fra mange tyske fans ganske enkelt var, at holdet skulle "undgå endnu et ydmygende nederlag" til ungarerne. Finalen dagen begyndte med let regn, hvilket lysnede udsigterne for det vesttyske hold, der kaldte det "Fritz Walter-Wetter", fordi holdets bedste spiller udmærkede sig i mudrede forhold. Dassler informerede Herberger inden kampen om sin seneste innovation - "skru i knopper." I modsætning til den traditionelle støvle, der havde faste læderknopper, tillod Dasslers sko, at der monteres knopper i forskellige længder afhængigt af banens beskaffenhed. Da spillebanen på Wankdorf Stadion forringedes drastisk, bebudede Herberger berømt, "Adi, skru dem på." De længere pigge forbedrede forholdene for de vesttyske spillere sammenlignet med ungarerne, hvis mudderklædte støvler også var meget tungere. Vesttyskerne iscenesatte et en overraskelse og vandt 3-2 i det, der blev kendt som "Miraklet i Bern." Herberger roste Dassler offentligt som en vigtig bidragyder til sejren, og Adidas berømmelse steg både i Vesttyskland, hvor sejren blev betragtet som en vigtig efterkrigshændelse i gendannelsen af tysk selvtillid og i udlandet, hvor man i den første tv-sendte VM-finale, blev introduceret til "det ultimative gennembrud."
I 1973 grundlagde Adolf Dasslers søn Horst Dassler Arena, en producent af svømmeudstyr. Efter Adolf Dasslers død af hjertesvigt i 1978 overtog Horst og Adis kone Käthe ledelsen. Käthe døde den 31. december 1984, og Horst døde den 11. april 1987. 
Adidas blev omdannet til et privat aktieselskab i 1989, men forblev familieejendom indtil sin børsnotering i 1995. Den sidste af familiemedlemmerne, der arbejdede for Adidas, var Frank Dassler (barnebarn af Rudolf), leder af den juridiske afdeling siden 2004, som trak sig tilbage i januar 2018.
I 2006 blev en skulptur af Dassler afsløret i Adi Dassler Stadium i Herzogenaurach. Det blev skabt af kunstneren Josef Tabachnyk.